# 掌叶茀蕨
掌叶茀蕨（学名：Phymatopteris palmata）为水龙骨科茀蕨属下的一个种。